# Veyre (Allier)
Die Veyre ist ein Fluss in Frankreich, der im Département Puy-de-Dôme in der Region Auvergne-Rhône-Alpes verläuft. Sie entspringt im Regionalen Naturpark Volcans d’Auvergne an der Nordflanke des Berggipfels Puy de la Vedrine (1311 m) im Gemeindegebiet von Saulzet-le-Froid, entwässert generell in östlicher Richtung und mündet nach rund 33 Kilometern im Gemeindegebiet von Les Martres-de-Veyre als linker Nebenfluss in den Allier.

## Orte am Fluss
(Reihenfolge in Fließrichtung)
- Aydat
- Saint-Saturnin
- Saint-Amant-Tallende
- Tallende
- Monton, Gemeinde Veyre-Monton
- Les Martres-de-Veyre